# Бахтинський сільський округ
Бахти́нський сільський округ (каз. Бақты ауылдық округі, рос. Бахтинский сельский округ) — адміністративна одиниця у складі Маканчинського району Абайської області Казахстану. Адміністративний центр та єдиний населений пункт — село Бахти.
Населення — 2068 осіб (2021; 2511 у 2009, 3236 у 1999, 3061 у 1989).
Станом на 1989 рік існувала Бахтинська сільська рада (села Бахти, Емель, Каракога). Пізніше село Емель було передане до складу Каратальського сільського округу.

## Склад
До складу округу входять такі населені пункти:
| Населений пункт | Старі назви | Населення, осіб (1989) | Населення, осіб (1999) | Населення, осіб (2009) | Населення, осіб (2021) |
| --------------- | ----------- | ---------------------- | ---------------------- | ---------------------- | ---------------------- |
| Бахти, село     | -           | 2931                   | 3236                   | 2511                   | 2068                   |
| Каракога, село  | -           | 130                    | -                      | -                      | -                      |